# 密德蘭縣 (德克薩斯州)
密德蘭縣（英語：Midland County）是位於美國德克薩斯州西部的一個縣。面積2,336平方公里。根據美國2000年人口普查，共有人口116,009人。縣治密德蘭（Midland）。
成立於1885年。